# Czechy na Mistrzostwach Świata w Lekkoatletyce 2019
Czechy na Mistrzostwach Świata w Lekkoatletyce 2019 – reprezentacja Czech podczas mistrzostw świata w Doha liczyła 23 zawodników.

## Skład reprezentacji

### Kobiety
| Zawodniczka         | Konkurencja                | Eliminacje | Eliminacje | Półfinał | Półfinał | Finał   | Finał   | Źródło            |
| Zawodniczka         | Konkurencja                | Wynik      | Pozycja    | Wynik    | Pozycja  | Wynik   | Pozycja | Źródło            |
| ------------------- | -------------------------- | ---------- | ---------- | -------- | -------- | ------- | ------- | ----------------- |
| Lada Vondrová       | bieg na 400 m              | 52,23      | 32. Q      | 52,25    | 20.      | NQ      | NQ      | [ 1 ] [ 2 ]       |
| Diana Mezuliáníková | bieg na 800 m              | 2:03,48    | 30.        | NQ       | NQ       | NQ      | NQ      | [ 3 ]             |
| Kristiina Mäki      | bieg na 1500 m             | 4:06,61    | 8. q       | 4:17,65  | 23.      | NQ      | NQ      | [ 4 ] [ 5 ]       |
| Marcela Joglová     | maraton                    | —          | —          | —        | —        | 2:52:22 | 20.     | [ 6 ]             |
| Zuzana Hejnová      | bieg na 400 m przez płotki | 55,33      | 12. Q      | 54,41    | 5. Q     | 54,23   | 5.      | [ 7 ] [ 8 ] [ 9 ] |
| Anežka Drahotová    | chód na 20 km              | —          | —          | —        | —        | 1:38:29 | 19.     | [ 10 ]            |

| Zawodniczka         | Konkurencja    | Kwalifikacje | Kwalifikacje | Finał | Finał   | Źródło        |
| Zawodniczka         | Konkurencja    | Wynik        | Pozycja      | Wynik | Pozycja | Źródło        |
| ------------------- | -------------- | ------------ | ------------ | ----- | ------- | ------------- |
| Romana Maláčová     | skok o tyczce  | 4,35         | 22.          | NQ    | NQ      | [ 11 ]        |
| Eliška Staňková     | rzut dyskiem   | 58,98        | 17.          | NQ    | NQ      | [ 12 ]        |
| Kateřina Šafránková | rzut młotem    | 65,46        | 29.          | NQ    | NQ      | [ 13 ]        |
| Nikola Ogrodníková  | rzut oszczepem | 61,17        | 9. q         | 57,24 | 11.     | [ 14 ] [ 15 ] |
| Irena Šedivá        | rzut oszczepem | 60,90        | 12. q        | 55,86 | 12.     | [ 14 ] [ 15 ] |
| Barbora Špotáková   | rzut oszczepem | 62,15        | 6. q         | 59,87 | 9.      | [ 14 ] [ 15 ] |

Siedmiobój
| Zawodnik         | Konkurencja | 100 m ppł | SW   | PK    | 200 m | SD   | RO    | 800 m   | Wynik | Pozycja | Źródło |
| ---------------- | ----------- | --------- | ---- | ----- | ----- | ---- | ----- | ------- | ----- | ------- | ------ |
| Kateřina Cachová | Rezultat    | 13,47     | 1,74 | 12,58 | 24,95 | 5,79 | 46,11 | 2:16,85 | 5987  | 16.     | [ 16 ] |
| Kateřina Cachová | Punkty      | 1055      | 903  | 700   | 891   | 786  | 785   | 867     | 5987  | 16.     | [ 16 ] |

### Mężczyźni
| Zawodnik                                         | Konkurencja                | Eliminacje | Eliminacje | Półfinał | Półfinał | Finał | Finał   | Źródło        |
| Zawodnik                                         | Konkurencja                | Wynik      | Pozycja    | Wynik    | Pozycja  | Wynik | Pozycja | Źródło        |
| ------------------------------------------------ | -------------------------- | ---------- | ---------- | -------- | -------- | ----- | ------- | ------------- |
| Jakub Holuša                                     | bieg na 1500 m             | 3:39,79    | 32.        | NQ       | NQ       | NQ    | NQ      | [ 17 ]        |
| Filip Sasínek                                    | bieg na 1500 m             | 3:38,17    | 27.        | NQ       | NQ       | NQ    | NQ      | [ 17 ]        |
| Vít Müller                                       | bieg na 400 m przez płotki | 50,15      | 22. Q      | 49,97    | 19.      | NQ    | NQ      | [ 18 ] [ 19 ] |
| Jan Tesař Michal Desenský Patrik Šorm Vít Müller | sztafeta 4 × 400 m         | 3:02,97    | 11.        | —        | —        | NQ    | NQ      | [ 20 ]        |

| Zawodnik         | Konkurencja    | Kwalifikacje | Kwalifikacje | Finał | Finał   | Źródło        |
| Zawodnik         | Konkurencja    | Wynik        | Pozycja      | Wynik | Pozycja | Źródło        |
| ---------------- | -------------- | ------------ | ------------ | ----- | ------- | ------------- |
| Tomáš Staněk     | pchnięcie kulą | 21,02        | 8. Q         | 20,79 | 10.     | [ 21 ] [ 22 ] |
| Jakub Vadlejch   | rzut oszczepem | 84,31        | 6. Q         | 82,19 | 5.      | [ 23 ] [ 24 ] |
| Vítězslav Veselý | rzut oszczepem | DNS          | DNS          | NQ    | NQ      | [ 23 ] [ 24 ] |

### Mieszane
| Zawodnicy                                              | Konkurencja        | Eliminacje | Eliminacje | Finał | Finał   | Źródło |
| Zawodnicy                                              | Konkurencja        | Wynik      | Pozycja    | Wynik | Pozycja | Źródło |
| ------------------------------------------------------ | ------------------ | ---------- | ---------- | ----- | ------- | ------ |
| Jan Tesař Lada Vondrová Tereza Petržilková Patrik Šorm | sztafeta 4 × 400 m | 3:18,01    | 15.        | NQ    | NQ      | [ 25 ] |